# 特呂格爾巴赫河
51°57′42″N 8°26′29″E / 51.96167°N 8.44139°E

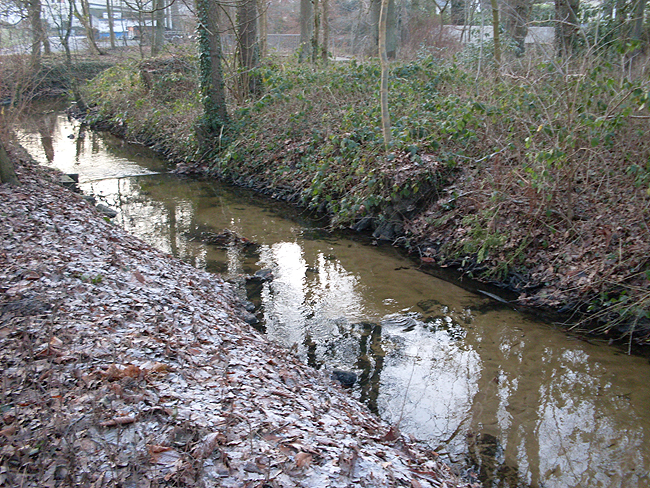
特呂格爾巴赫河

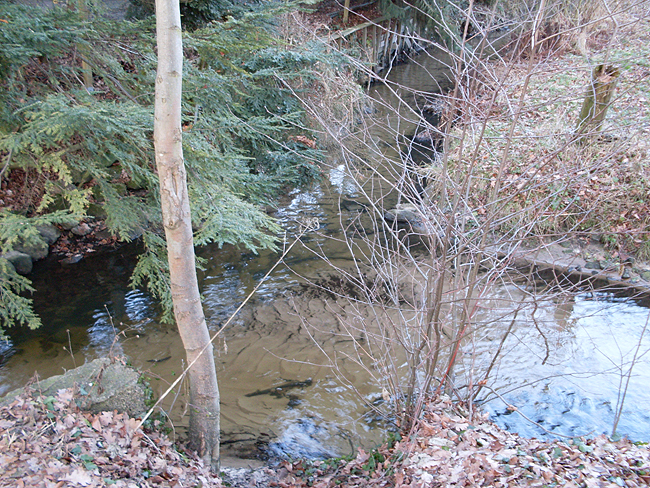
特呂格爾巴赫河

特呂格爾巴赫河（德語：Trüggelbach），是德國的河流，位於該國西部，流經北萊茵-威斯特法倫州，屬於盧特河的左支流，河道全長5.5公里，流域面積13平方公里。